# 594 (szám)
Az 594 (római számmal: DXCIV) egy természetes szám.

## A szám a matematikában
A tízes számrendszerbeli 594-es a kettes számrendszerben 1001010010, a nyolcas számrendszerben 1122, a tizenhatos számrendszerben 252 alakban írható fel.
Az 594 páros szám, összetett szám, kanonikus alakban a 21 · 33 · 111 szorzattal, normálalakban az 5,94 · 102 szorzattal írható fel. Tizenhat osztója van a természetes számok halmazán, ezek növekvő sorrendben: 1, 2, 3, 6, 9, 11, 18, 22, 27, 33, 54, 66, 99, 198, 297 és 594.
Az 594 négyzete 352 836, köbe 209 584 584, négyzetgyöke 24,37212, köbgyöke 8,40612, reciproka 0,0016835. Az 594 egység sugarú kör kerülete 3732,21207 egység, területe 1 108 466,986 területegység; az 594 egység sugarú gömb térfogata 877 905 852,5 térfogategység.